# Pablo Richard
Pablo Richard (* 2. Februar 1939 in Chile; † 20. September 2021 in San José, Costa Rica) war ein chilenischer römisch-katholischer Geistlicher und Befreiungstheologe.

## Leben und Wirken
Pablo Richard trat der Ordensgemeinschaft der Steyler Missionaren bei. Er studierte Theologie in Chile und wurde zum Priester geweiht. Er erwarb einen weiteren Abschluss in Bibelwissenschaften am päpstlichen Bibelinstitut in Rom. Danach promovierte er an der Pariser Sorbonne in Soziologie.
In Chile war Pablo Richard zunächst in der Bewegung Christen für den Sozialismus politisch aktiv. Er lehrte danach in Costa Rica an der Universidad Nacional und an der Universidad Bíblica Latinoamericana. Er war mit Hugo Assmann und Franz Josef Hinkelammert einer der Gründer des Departamento Ecuménico de Investigaciones (DEI) in San José, einem interdisziplinären Institut auf dem Feld der Befreiungstheologie.
Richard publizierte vor allem Schriften zur befreiungstheologischen Exegese. Sein Kommentar zur Offenbarung des Johannes fand viel Beachtung.

## Veröffentlichungen (Auswahl)
- Apokalypse. Das Buch von Hoffnung und Widerstand. Ein Kommentar. Edition Exodus, Luzern 1996, ISBN 3-905577-00-3.
- Unser Kampf richtet sich gegen die Götzen. Biblische Theologie. In: Hugo Assmann: Die Götzen der Unterdrückung und der befreiende Gott. Edition Liberación, Münster 1984, ISBN 3-923792-13-1, S. 11–38.